# ساشا هیلدمن
ساشا هیلدمن (انگلیسی: Sascha Hildmann؛ زادهٔ ۷ آوریل ۱۹۷۲) بازیکن فوتبال اهل آلمان است.
از باشگاه‌هایی که در آن بازی کرده‌است می‌توان به باشگاه فوتبال زاربروکن، باشگاه فوتبال کایزرسلاوترن، و باشگاه فوتبال آلمانیا آخن اشاره کرد.